# Sjunik
Sjunik (orm. Սյունիք [sjuˈnikʰ]ⓘ; pełna nazwa: orm. Սյունիքի մարզ, trb. Sjuniki marz, pol. prowincja Sjunik) – jedna z dziesięciu prowincji w Armenii. Jej stolicą jest Kapan.
Jest najbardziej na południe wysuniętą prowincją kraju. Od południa graniczy z Iranem, od zachodu i wschodu zaś graniczy z Azerbejdżanem.
Główne miasta prowincji poza stolicą to: Agarak, Dastakert, Goris, Kadżaran, Meghri i Sisjan.
Atrakcje turystyczne:
- Skrzydła Tatewu – najdłuższa na świecie jednosekcyjna kolejka linowa,
- Tatew – klasztor z IX w. pełniący funkcje obronne,
- Zorac Karer – „ormiański Stonehenge” – zespół największych w Armenii megalitycznych struktur,
- wodospad Szaki – trzeci pod względem wysokości w Armenii, mający 18 m wysokości,
- starożytne groty w wapiennych skałach w okolicach wioski Chyndzoresk,
- rezerwat przyrody Szikahogh,
- pozostałości klasztoru Wahanawank z IX w.

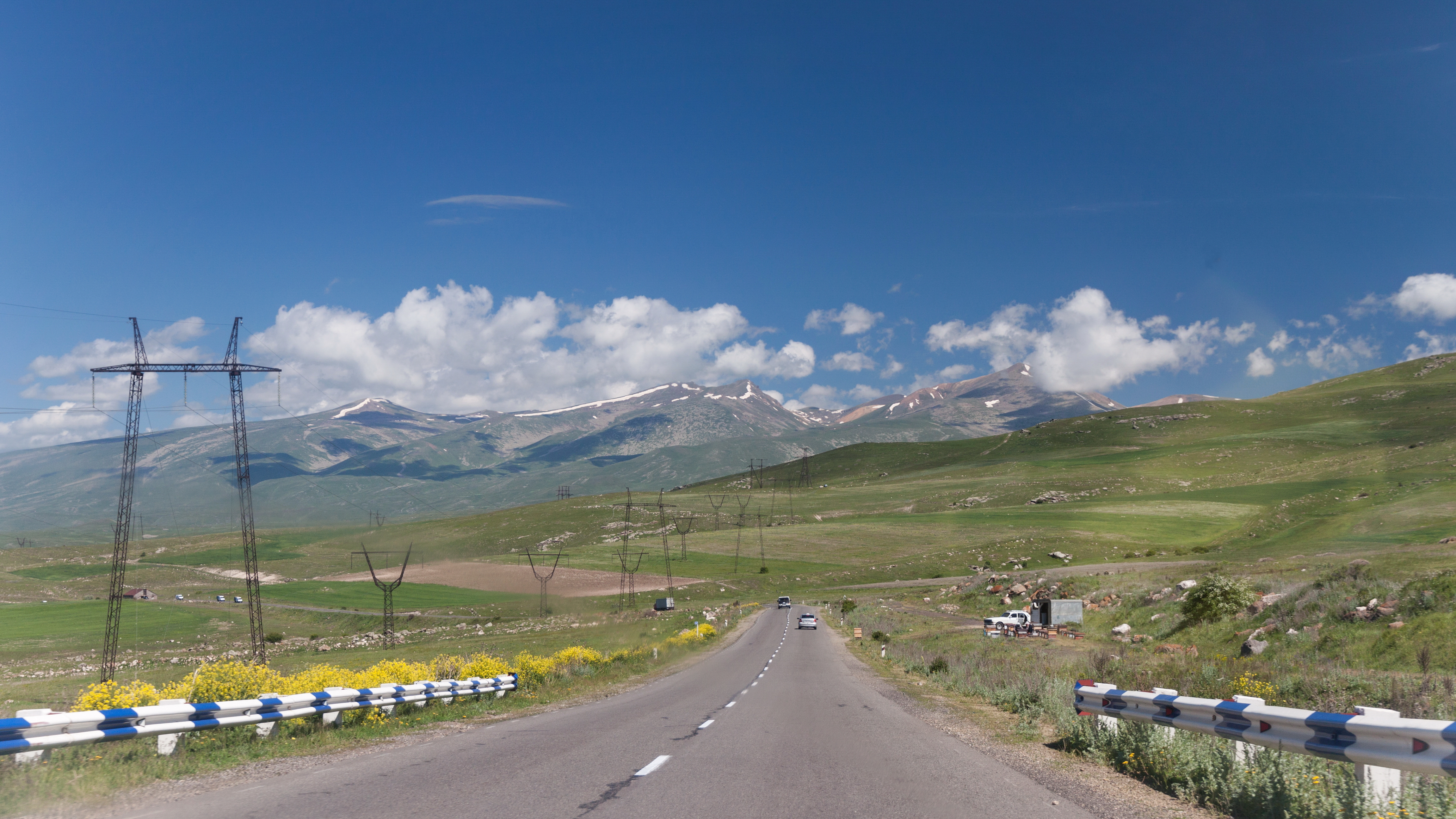
Krajobraz widziany z drogi M2 pomiędzy Goris a Szaki
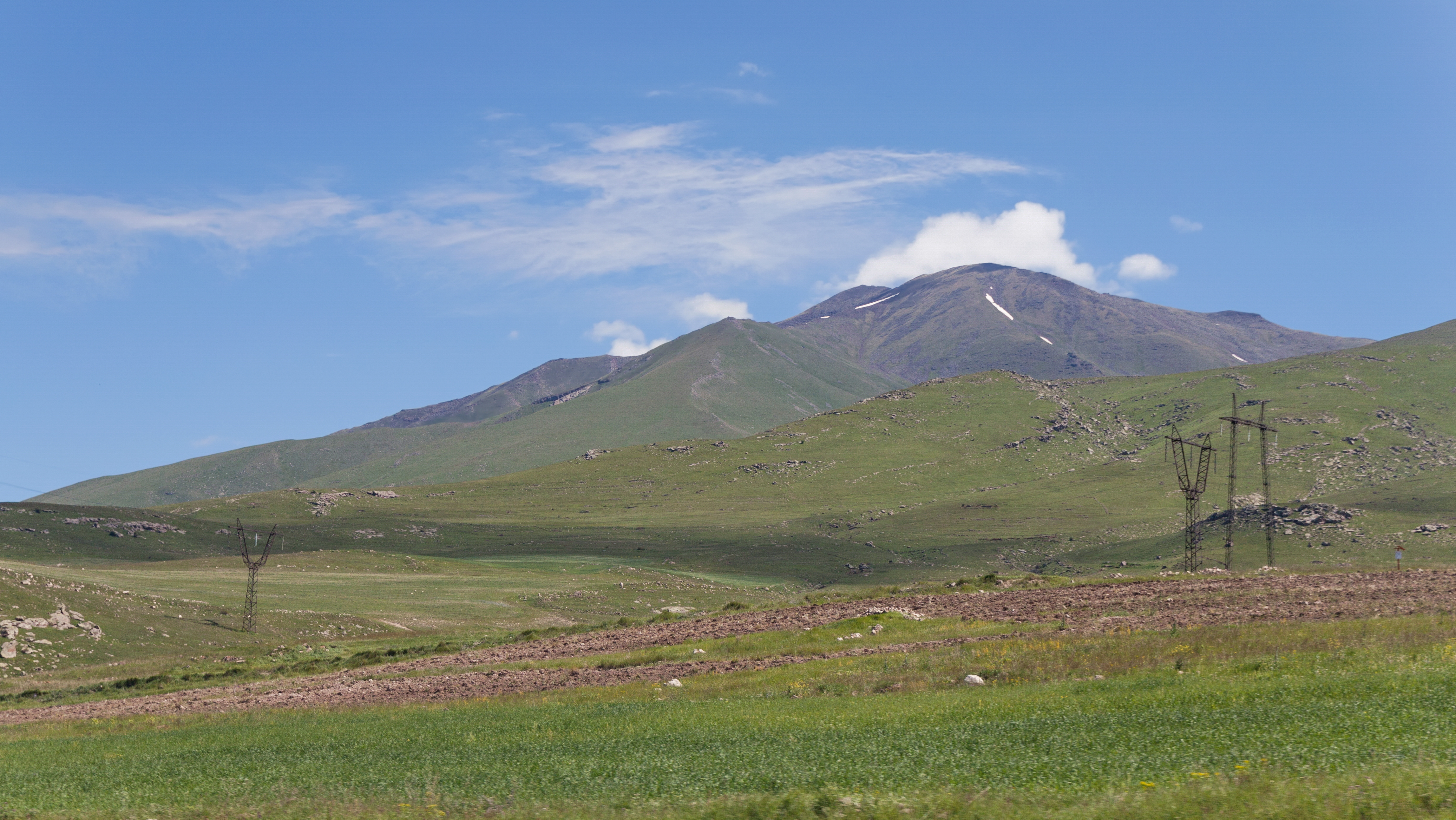
Krajobraz widziany z drogi M2 pomiędzy Goris a Szaki
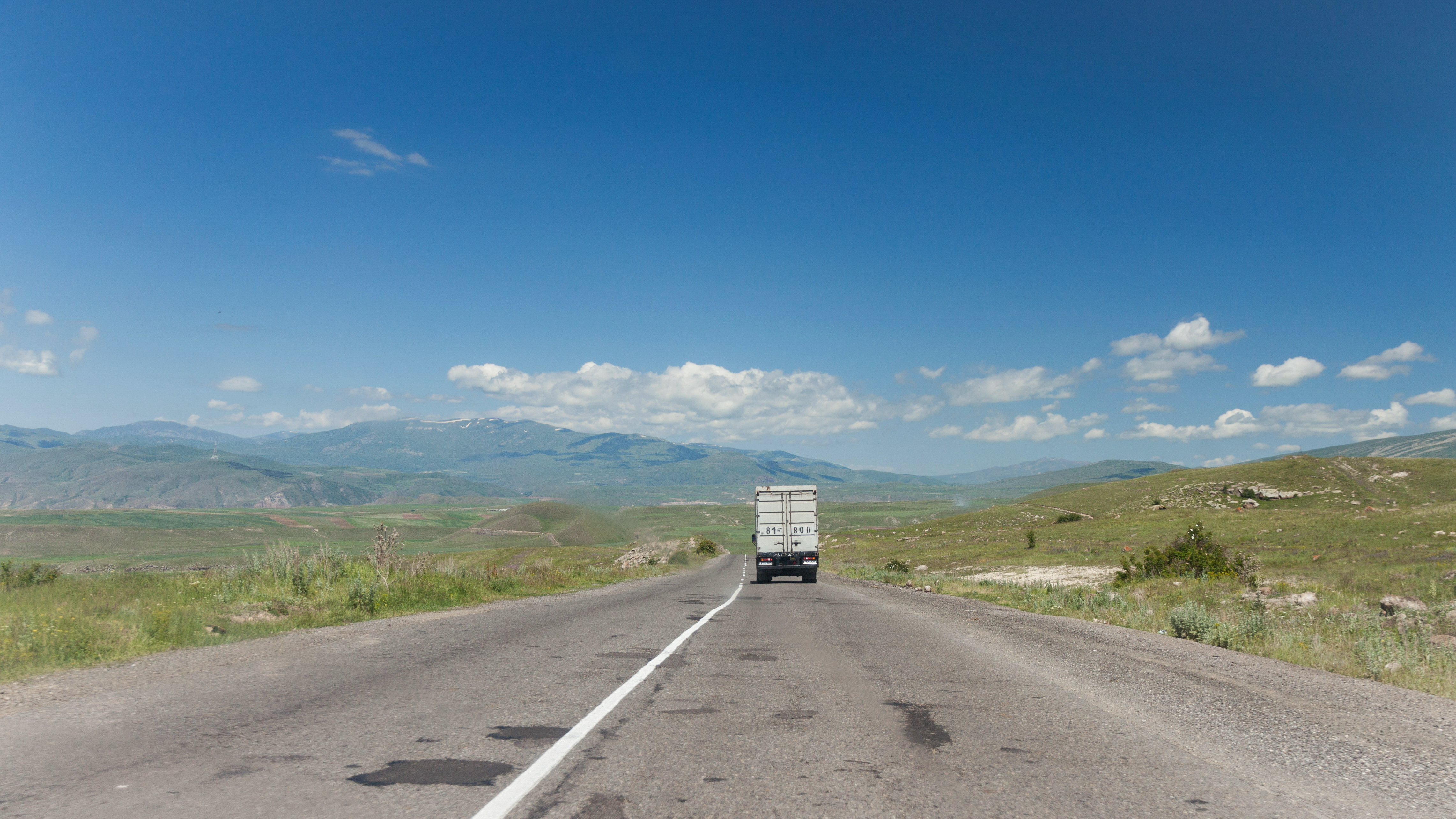
Krajobraz widziany z drogi M2 pomiędzy Goris a Szaki
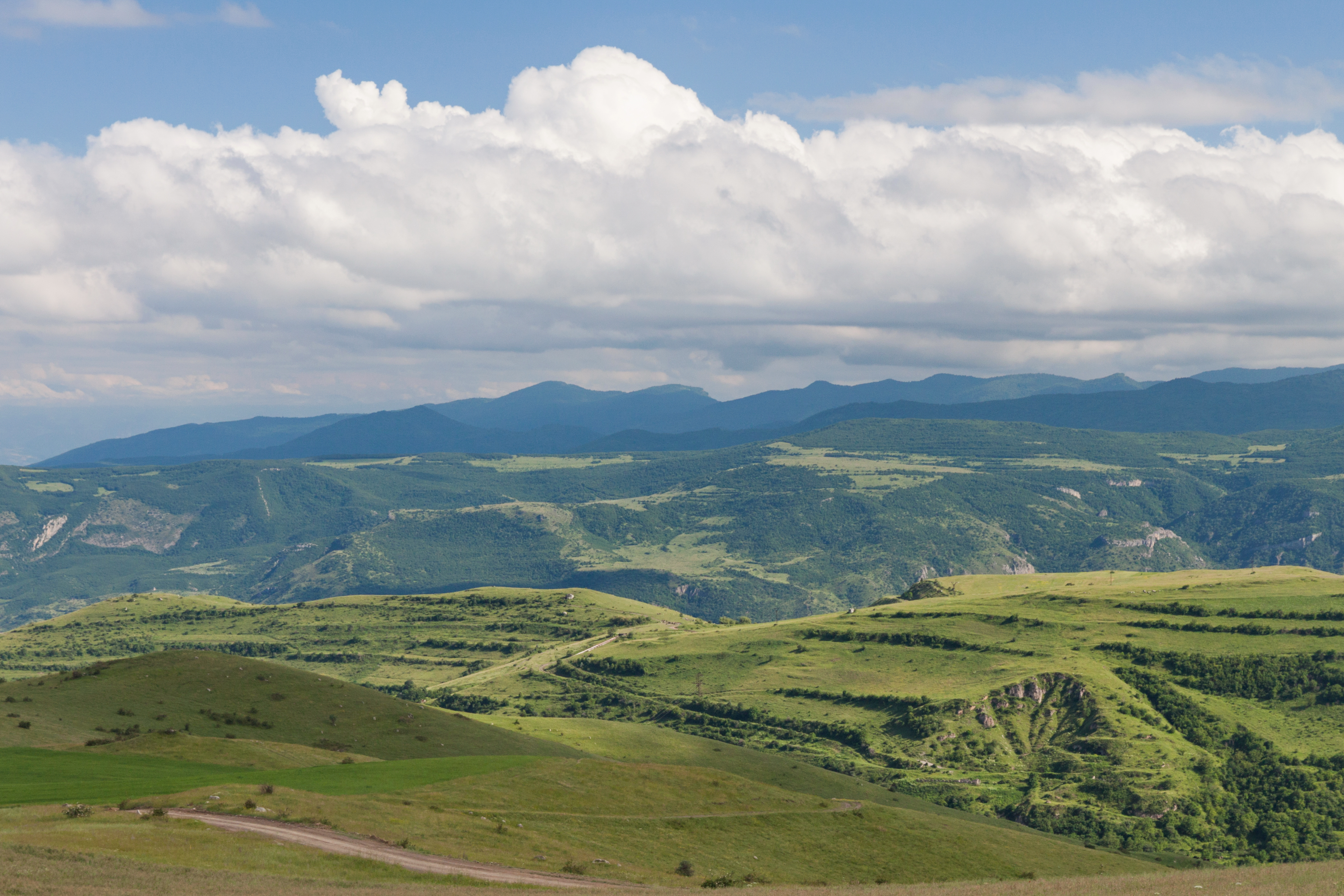
Widoki z trasy Chyndzoresk – Goris